# Reversibilität (Psychologie)
In den 1940er Jahren wies der Entwicklungspsychologe Jean Piaget der Erkenntnis und Vorstellung der physikalischen Reversibilität eine wichtige Rolle in der geistigen Entwicklung des Kindes zu. Wie in der mathematischen Mengenlehre, wo es zu jedem Element einer Gruppe ein inverses Element gibt, das den ursprünglichen Zustand wiederherstellt, entwickle ein Kind im konkretoperationalen Stadium (im Alter von 7 bis 11 Jahren) die Fähigkeit, in seiner Vorstellung Operationen aneinanderzureihen und sowohl jede einzelne als auch die Gesamtoperation wieder umzukehren. Dieser formalistische Ansatz hat sich in der Psychologie allerdings nicht durchgesetzt.